# بادام زمینی
بادام‌زمینی (همچنین بادام‌کوهی، پسته زمینی یا پسته‌شامی)،  نام بوته و میوه‌ای با نام علمی Arachis hypogaea است. این گیاه بومی آمریکای جنوبی است و از آنجا به نقاط گوناگون دنیا برده شده‌است. بوتهٔ آن که بوته‌ای یک‌ساله است ۳۰ تا ۵۰ سانتیمتر ارتفاع دارد.
بادام زمینی بومیِ کشور برزیل. آب و هوای گرم برای کِشت این گیاه مناسب است. بادام زمینی دارای ساقه‌ای راست است. برگ‌های آن مرکب از دو زوج برگچه است و گل‌های آن دو نوع متفاوت به رنگ زرد که پس از تلقیح، دمِ گل خم می‌شود و به سطح خاک می‌رسد و سپس کم‌کم در خاک فرورفته، میوه در داخل خاک پدید می‌آید در ایران هم با کیفیت‌ترین بادام در استان گیلان و شهرستان آستانه اشرفیه  به‌ خصوص در بندرکیاشهر و دهستان دهسر ،روستای نبی دهکا و نقرده و  کشت می‌شود.

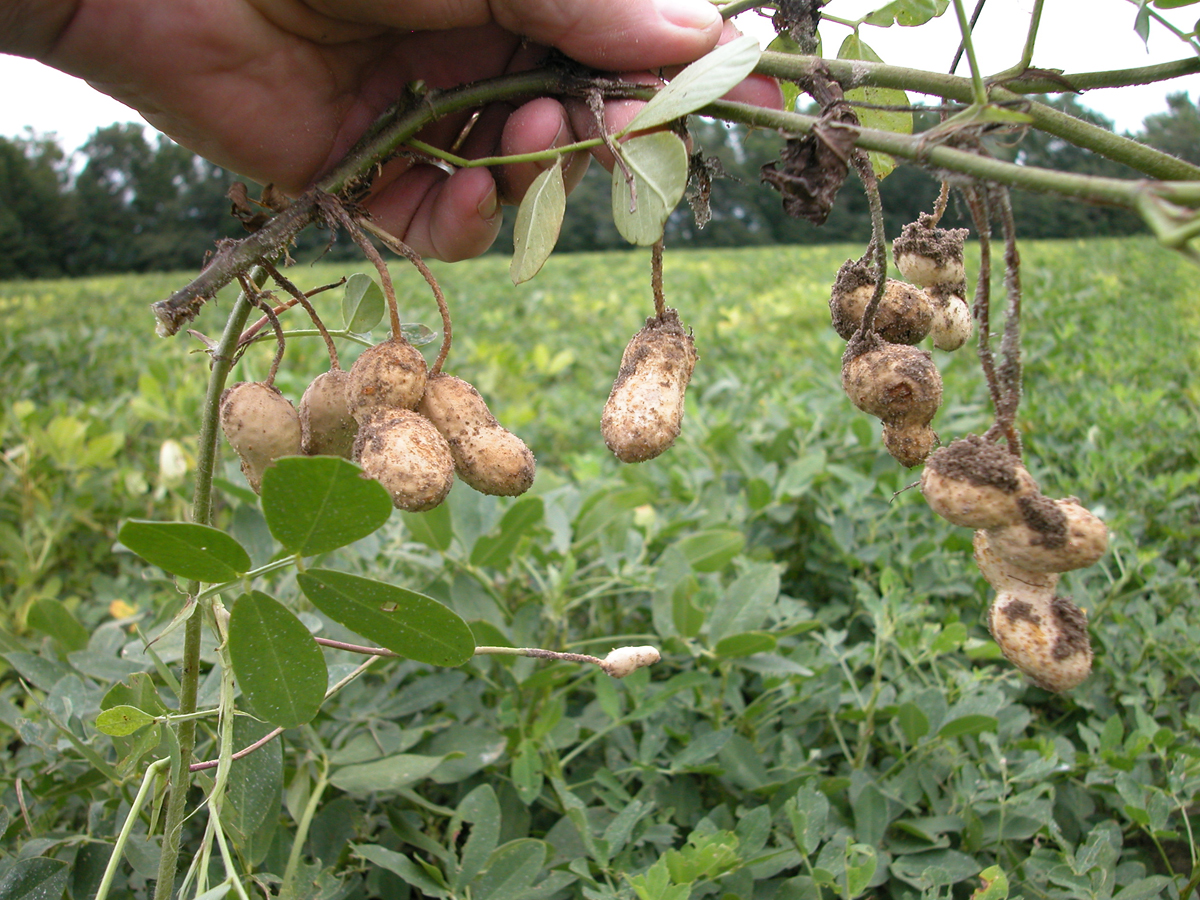
برگها و غلاف میوه بادام زمینی

## ارزش غذایی
بادام زمینی منبعی است غنی از پروتئین، ولی از آنجا که دارای بعضی انواع آمینو اسیدهای ضروری مانند لیزین، سیستین و متیونین نیست توصیه می‌شود به همراه مواد غذایی مکمّل استفاده شود مثل بدنسازان یا ورزشکارانِ دیگر.
هر ۱۰۰ گرم بادام زمینی دارای موارد زیر است:

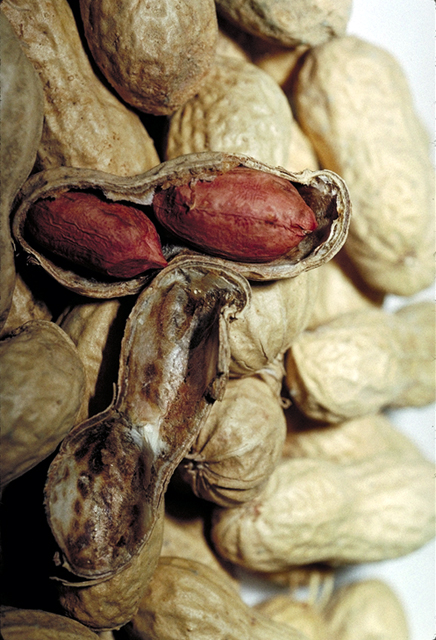
غلاف و میوه بادام زمینی

- ۵۶۷ کالری
- ۴۹ گرم چربی
- ۷۰۵ میلی‌گرم پتاسیم
- ۱۶ گرم کربوهیدرات
- ۲۶ گرم پروتئین

## بزرگترین تولیدکنندگان بادام‌زمینی در جهان
| چین | ۱۸٬۰۰۰٬۰۰۰ |
| هند | ۱۰٬۰۰۰٬۰۰۰ |
| نیجر | ۴٬۵۰۰٬۰۰۰  |
| ایالات متحده آمریکا | ۲٬۸۰۰٬۰۰۰  |
| سودان | ۲٬۸۰۰٬۰۰۰  |
| در سراسر دنیا | ۵۳٬۶۰۰٬۰۰۰ |
| No symbol = official figure, P = official figure, F = FAOSTAT ۲۰۰۷، * = Unofficial/Semi-official/mirror data, C = Calculated figure A = Aggregate (may include official, semi-official or estimates); Source: Food And Agricultural Organization of United Nations: Economic And Social Department: The Statistical Division |            |

اکنون چین با تولید بیش از ۳۳ درصد،هند ۱۹ درصد و نیجریه ۸٫۴ درصد بزرگترین تولیدکنندگان بادام‌زمینی هستند.

## حساسیت
بعضی افراد حساسیت شدید به بادام زمینی دارند. برای این افراد حتی بو کردن بادام زمینی ممکن است منجر به مرگ شود.

## نگارخانه

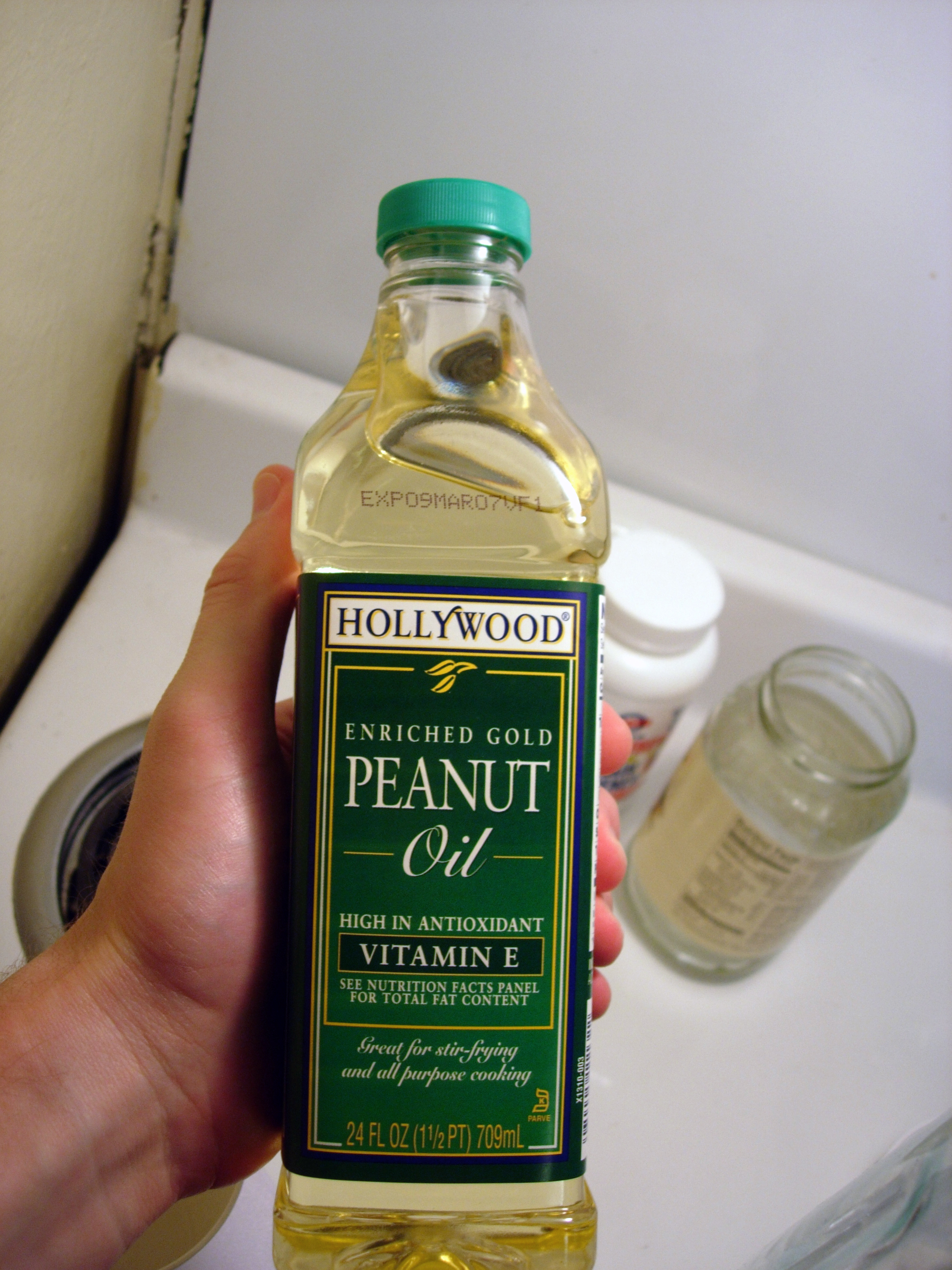
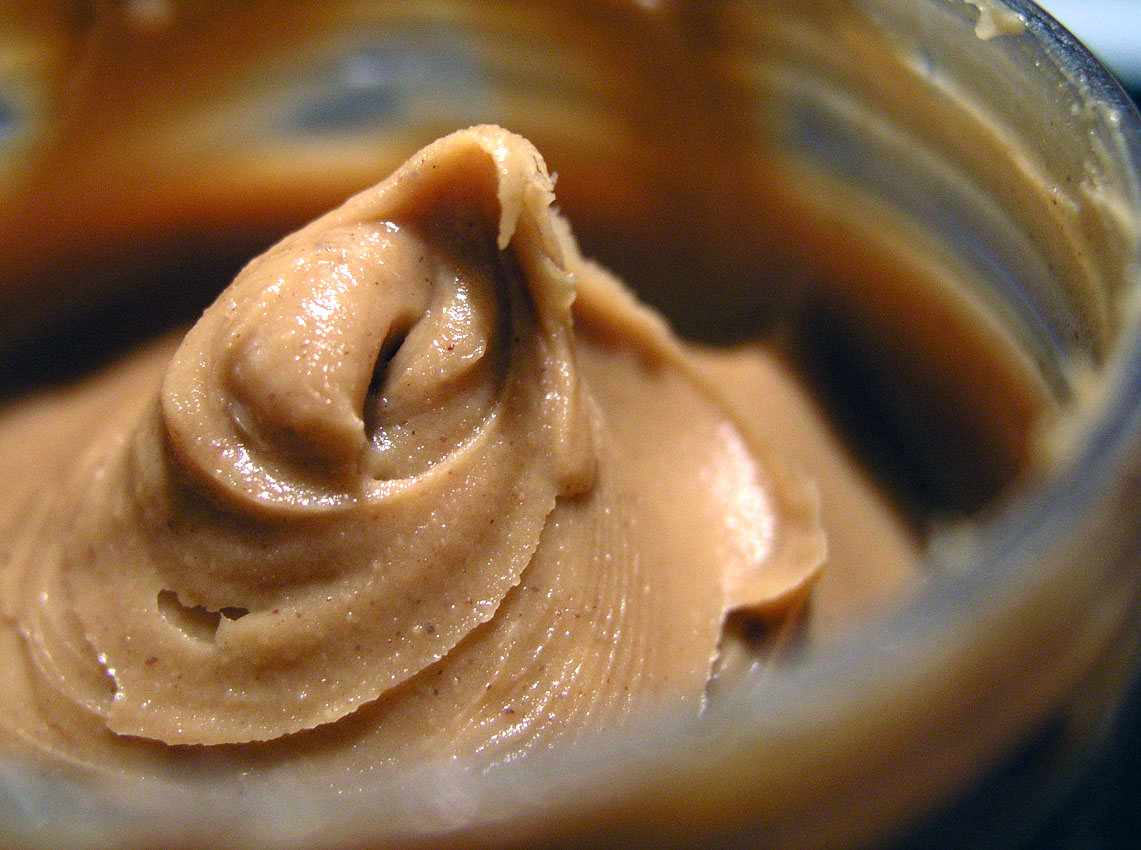
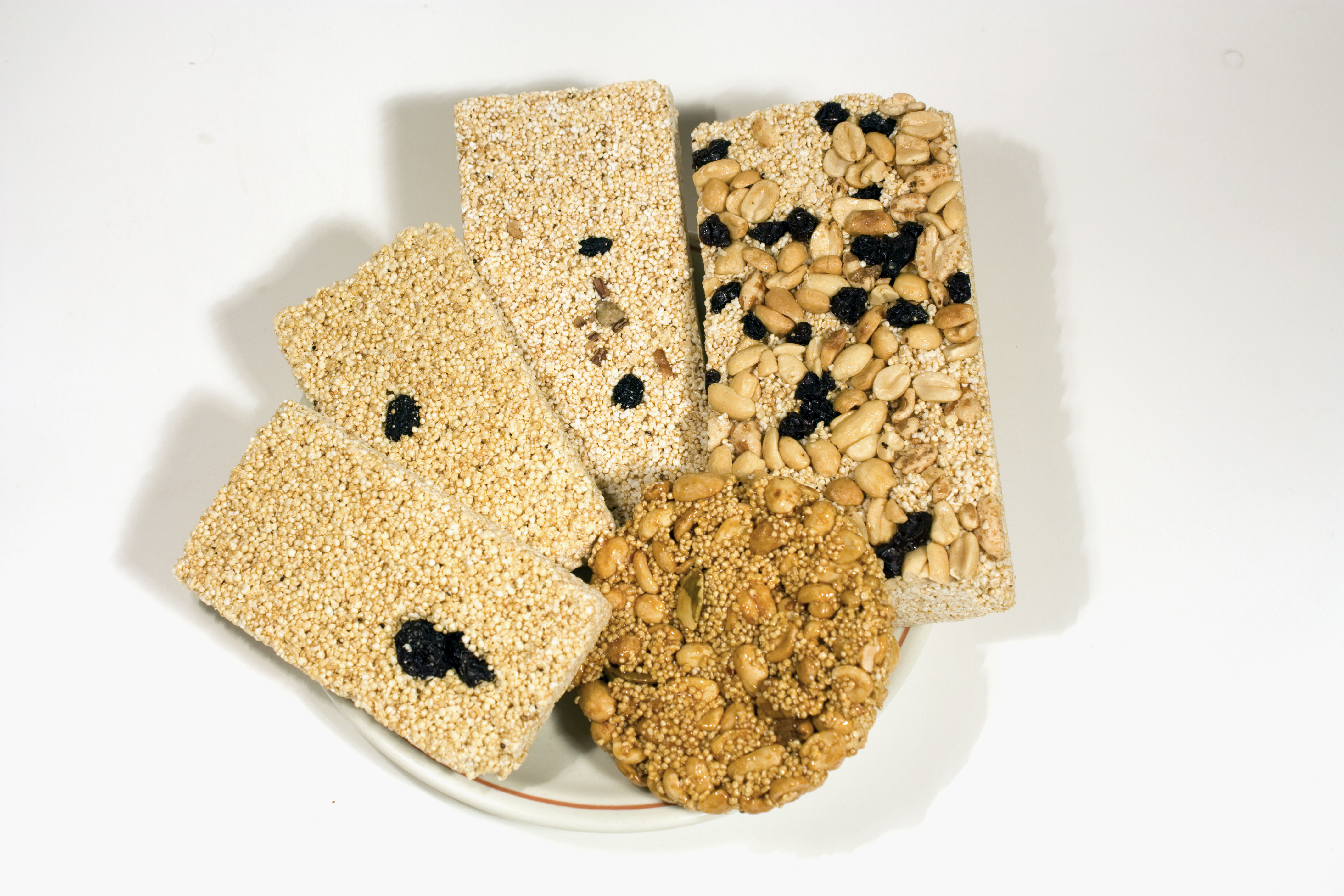
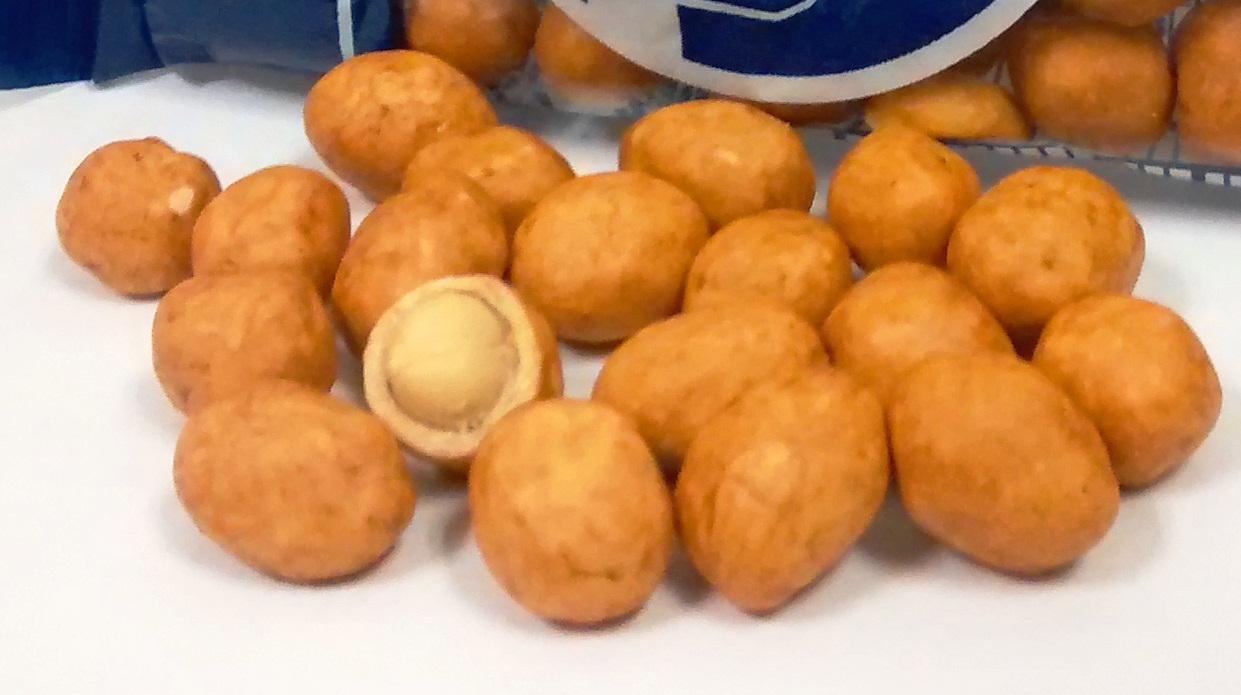
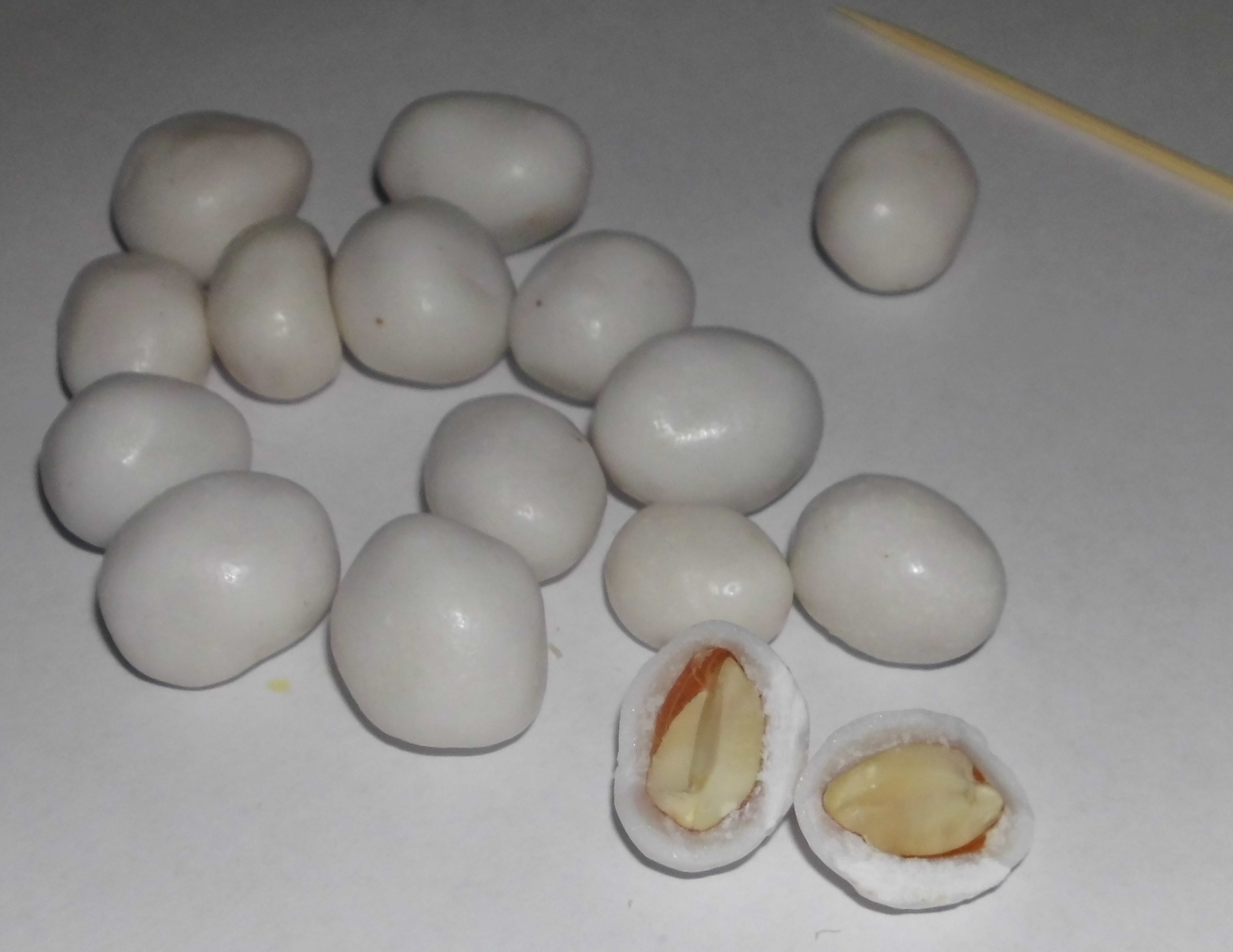
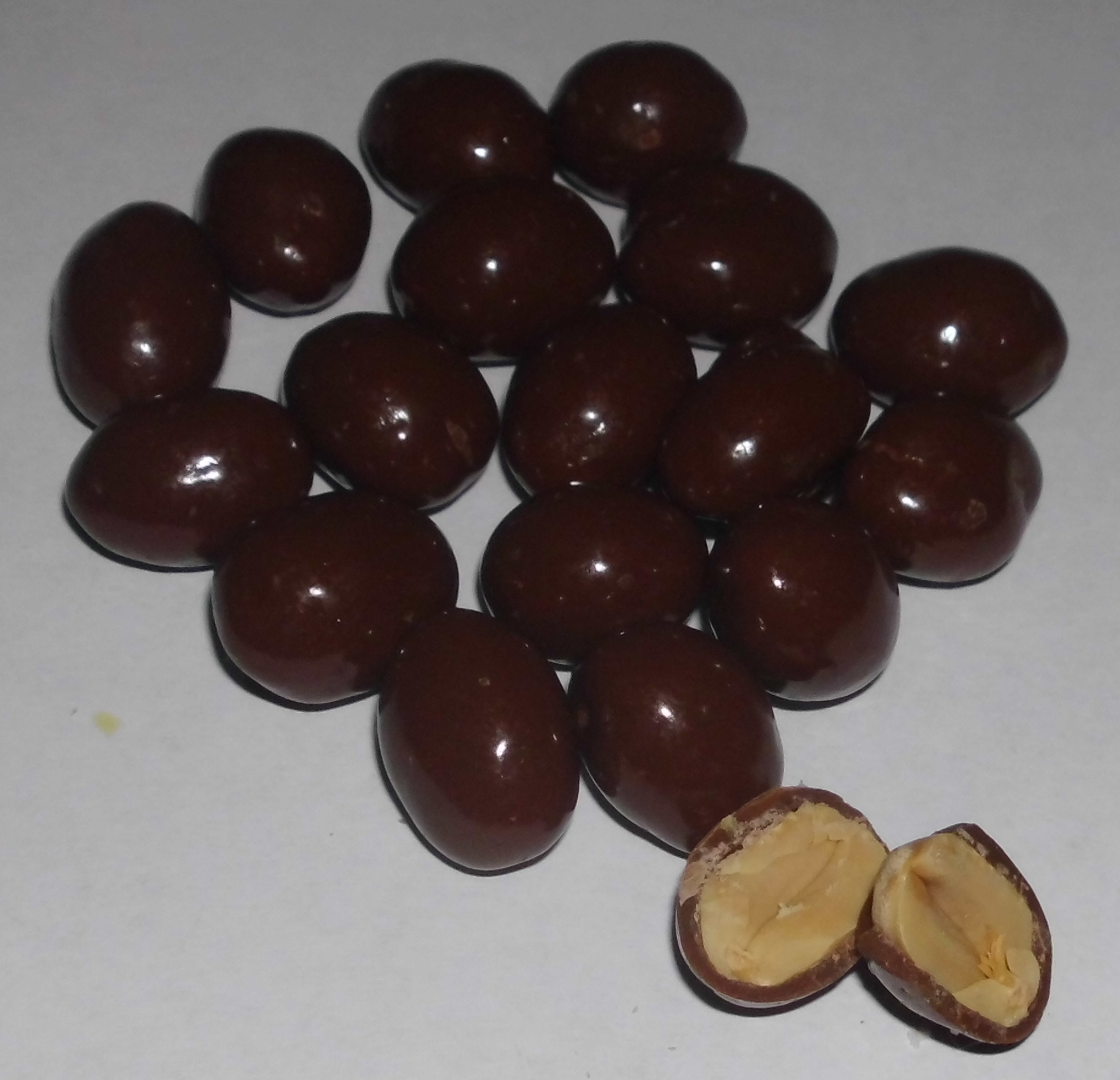